# Invencible (historieta)
Invencible (en el original, Invincible) es un cómic de publicación mensual creado por el guionista Robert Kirkman y el dibujante Cory Walker para Image Comics. Comenzó su publicación en Estados Unidos en enero de 2003, en España apareció de manos de Aleta Ediciones en diciembre de 2003 bajo el nombre de Invencible en formato de series limitadas sin periodicidad definida, tras el acuerdo por el cual Aleta Ediciones sería distribuida por Norma Editorial se lanzó su segunda edición en formato de tomos recopilatorios sin periodicidad definida. En febrero de 2009 Aleta Ediciones acordó distribuir junto a Dolmen Editorial continuando la colección con el mismo formato. Poco después Aleta Ediciones continuaría la edición de Invencible, y sus series hermanas, en solitario.

## Sinopsis
Markus Sebastian "Mark" Grayson era un chico normal y corriente de instituto, la única diferencia respecto a los demás es que su padre, Nolan Grayson, es Omni-Man, uno de los superhéroes más poderosos de la Tierra y perteneciente al supergrupo The Guardians of the Globe.
A la edad de 16 años, Mark comienza a desarrollar superpoderes y comienza a trabajar como superhéroe bajo la tutela de su padre.
Ocasionalmente Mark colabora con un superequipo llamado Teen Team formado por Robot, Rex Splode, Dupli-Kate y Atom Eve.

## Creadores
El guionista de todos los números ha sido Robert Kirkman, aunque en algunos números han hecho historias de relleno tanto Benito Cereno como Nate Bellegarde. El dibujo ha corrido a cargo de Cory Walker de los números 1 al 7 y desde el número 8 en adelante el dibujante ha sido Ryan Ottley.
El colorista de los cincuenta primeros números fue Bill Crabtree y desde entonces ha pasado a manos de Fco Plasencia.

## Miembros

### Familia Grayson
- Mark Grayson: Un estudiante de secundaria de 17 años y un híbrido Viltrumita/humano que se convierte en el superhéroe Invencible.
- Nolan Grayson: el padre de Mark, el marido de Debbie y anteriormente el mayor superhéroe de la Tierra conocido como Omni-Man. Originalmente fue enviado por los viltrumitas para preparar la Tierra para ser conquistada por ellos, pero cambia de opinión y comienza a mostrar compasión por los demás después de casi matar a Mark después de que se revela su secreto. Trabaja junto con Mark, Allen y su segundo hijo, Oliver, para combatir la próxima amenaza de los Viltrumitas antes de ser coronado como su nuevo emperador cuando se revela que era el hijo del emperador Argall.
- Debbie Grayson: madre de Mark, esposa de Nolan y madrastra de Oliver Grayson.
- Lord Argall: El ex emperador de los Viltrumitas antes de su muerte y padre de Omni-Man y abuelo de Invincible y Oliver Grayson.
- Oliver Grayson: el medio hermano alienígena de Mark. El resultado de una relación entre Nolan y un miembro de una raza alienígena llamada los Thraxans, que tienen una esperanza de vida corta y crecen a un ritmo rápidamente mayor en comparación con los humanos, aunque el ADN de su padre está ralentizando su envejecimiento con el tiempo. Aunque su madre es un humanoide parecido a un insecto, él se parece a un viltrumita/humano con piel morada (luego se desvanece a rosa). Su madre le dice a su hermano que lo lleve a la Tierra, para que pueda tener una vida con la gente de allí, porque su esperanza de vida es más larga que la de su gente, y Debbie lo adopta. Primero toma el sobrenombre de Kid Omni-Man y luego Young Omni-Man mientras intenta rehabilitar la memoria de Omni-Man en el público en general.
- Terra Grayson: La hija de Atom Eve y Mark Grayson, quien se convertiría en el tercer Invencible.
- Markus Murphy: También conocido como Marky, es el hijo de Mark y Anissa después de que esta última violara al primero. Se convertiría en Kid Invincible.

### Superhéroes
- Atom Eve: Samantha Eve Wilkins es una excompañera de clase de Mark y miembro del Teen Team. Eva fue creada como resultado de un experimento del gobierno para crear superseres. Puede manipular toda la materia, aunque previamente un bloqueo mental le ha impedido crear y manipular seres vivos. Finalmente, ella y Mark se dan cuenta de los verdaderos sentimientos que sienten el uno por el otro y la pareja comienza a salir, se enamora y se casa después de que Eve da a luz a su hija Terra. Finalmente, rompe sus límites mentales anteriores y sus poderes se refuerzan a niveles casi omnipotentes, aunque conserva la disciplina para no utilizarla en otros seres. Romper sus límites le permite igualar los poderes Viltrumite de Mark.
- Allen the Alien: anteriormente fue un oficial de evaluación de campeones que trabajó para la Coalición de Planetas, viajó con una agenda apretada y probó las habilidades de varios héroes poderosos en cada planeta para determinar si existe un adecuado "campeón" para defender ese planeta. Más tarde fue ascendido a líder de la Coalición de Planetas.
- Los Guardianes del Globo: Un equipo de superhéroes. La mayor parte de la encarnación original fue brutalmente asesinada por Omni-Man, lo que provocó que se formara otra encarnación.
  - El Inmortal: Líder aparentemente imposible de matar de los Guardianes del Globo y actualmente casado con Dupli-Kate. En flashbacks se sugiere que una de sus identidades pasadas era, de hecho, Abraham Lincoln. En la historia actual, está vivo y Omni-Man lo decapitó brevemente. Los Gemelos Mauler desenterraron su cuerpo y le volvieron a colocar la cabeza, lo que provocó que Immortal volviera a vivir. Se revela que gobernará el mundo como un tirano en un futuro lejano y alternativo, donde finalmente Invincible lo mata a instancias suyas. Invencible evita esto en su propia línea de tiempo dándole al Inmortal la ayuda del cerebro de Robot para gobernar con una guía sugerente.
  - Darkwing: Un miembro impotente de los Guardianes del Globo originales que era una parodia de Batman. Asesinado por Omni-Man.
  - War Woman: Un miembro de los Guardianes del Globo originales con fuerza sobrehumana que era una parodia de Wonder Woman. Asesinado por Omni-Man.
  - Aquarus: Un humanoides anfibio de los Guardianes del Globo originales de Atlantis con aquakinesis que era una parodia de Aquaman. Asesinado por Omni-Man.
  - Red Rush: Un miembro de los Guardianes del Globo originales con una velocidad sobrehumana que era una parodia de The Flash. Asesinado por Omni-Man.
  - Green Ghost: Un miembro con temática fantasma de los Guardianes del Globo originales que era una parodia de Linterna Verde. Asesinado por Omni-Man.
  - Martian Man: Un miembro cambiante de los Guardianes del Globo originales de Marte que era una parodia de Martian Manhunter. Asesinado por Omni-Man.
  - Black Samson: Un miembro original de los Guardianes del Globo con superfuerza. Perdió sus poderes (y con ellos, su estatus de Guardián) por un tiempo antes de recuperarlos de manera muy abrupta. Cuando Robot se volvió rebelde y comenzó a conquistar el mundo, Black Samson se encuentra entre los superhéroes asesinados.
  - Rex Splode: Exmiembro del Equipo Adolescente y de los Guardianes del Globo que puede hacer explotar objetos cargando energía cinética. Se sacrificó para matar a un Invencible hostil de dimensión alternativa.
  - Dupli-Kate: Exmiembro del Equipo Adolescente y de los Guardianes del Globo, crea un ejército de duplicados de ella misma. Con el tiempo se convierte en la esposa del Inmortal y tiene hijos con él.
  - Bulletproof: Inicialmente se rechazó su membresía en Guardianes del Globo, pero Bulletproof se unió más tarde al equipo y actualmente es miembro. En una nota relacionada, Bulletproof fue uno de los nombres propuestos para el personaje principal antes de que la serie se imprimiera. Bulletproof luego se convierte en el segundo Invencible después de que Mark pierde temporalmente sus poderes. Finalmente traiciona a los Guardianes para ponerse del lado de Robot cuando este último se apoderó del mundo.
  - Shrinking Rae: Exmiembro de los Guardianes del Globo que tenía la capacidad de encoger su cuerpo. Fue consumido por el Dragón de Komodo de la Liga Lagarto.
  - Chica Monstruo: Una niña que fue maldecida por un gitano, ahora capaz de transformarse en una gran criatura parecida a un ogro con fuerza sobrehumana. Un efecto secundario es que con cada cambio a Monster Girl, su yo normal se vuelve más joven físicamente. Sin embargo, su novio, Robot, encontró una cura para la maldición, permitiéndole desarrollarse normalmente.
  - The Shapesmith: Un marciano, disfrazado de astronauta humano Rus Livingston, que usa sus poderes metamórficos para cambiar su forma.
  - Darkwing II: Anteriormente Night Boy, el compañero del Darkwing original, continuó el legado de Darkwing, pero se rompió y comenzó a matar criminales hasta que Invincible lo detuvo. Un Darkwing reformado se unió a los Guardianes del Globo. Puede teletransportarse a sí mismo y a otros a través del Shadow-verse usando cualquier sombra lo suficientemente grande como para envolverlo. Arrastrado por uno de los diez centavos extra

### Aliados
- Amber Justine Bennett: la exnovia de Mark con quien salió por primera vez en la escuela secundaria. Los dos se separan después de darse cuenta de cuánto interfiere la vida de superhéroe de Mark en su relación, pero siguen en buenos términos.
- William Francis Clockwell: compañero de cuarto y mejor amigo de Mark. Inicialmente sale con Eve, aunque Eve admitió que solo lo hizo para acercarse a Mark. Se revela que es homosexual y comienza a salir con Rick.
- Agencia de Defensa Global: Una organización gubernamental para la que trabajan los Guardianes del Globo y otros superhéroes.
  - Cecil Stedman: Enlace gubernamental y jefe de la clandestina Agencia de Defensa Global. Cecil tiene una relación dudosa con Mark y los otros héroes, priorizando la seguridad de la Tierra por encima de todo lo demás. Más tarde, Mark deja de trabajar con él después de descubrir que ha contratado a varios supervillanos que derrotó en la GDA y que tiene varias medidas de seguridad para detenerlo o matarlo, pero finalmente vuelve a estar bajo su empleo para expiar su trabajo con Dinosaurus. Más tarde, Robot mata a Cecil después de que Mark le advierte de sus verdaderas intenciones.
  - Donald Ferguson: asistente de Cecil, contacto de Guardianes del Globo y androide.
  - Damien Darkblood: Un detective demoníaco.
- Art Rosenbaum: Sastre de disfraces de superhéroes y amigo de la familia de los Grayson.
- Rick Sheridan: Compañero de clase de Mark y William en la Universidad Upstate, convertido en uno de los Reanimen. Después de recuperarse de la terrible experiencia, comienza a salir con William.
- B. N. Winslow: director de Mark y William en Reginald Vel Johnson High School y más tarde decano de Upstate College.
- Coalición de Planetas: Un grupo de extraterrestres que se unieron para evitar que los Viltrumitas se apoderaran del universo.
  - Thaedus: Miembro pacífico de los Viltrumites y fundador de la Coalición de Planetas. Fue responsable de matar al emperador Argall lo suficiente como para sumergir a Viltrum en una guerra civil donde los Viltrumitas más débiles fueron asesinados. Posteriormente, Thaedus pasó a establecer la Coalición de Planetas. Thaedus luego es asesinado por Thragg durante la Guerra Viltrumite.
  - Allen el Alien: Un Unopano tuerto y miembro de la Coalición de Planetas.
  - Space Racer: Un miembro tecnópata de la Coalición de Planetas cuyo arma tiene explosiones que pueden dañar a los Viltrumitas y viaja en una bicicleta flotante.
- D.A. Sinclair: Un científico joven y solitario de la Universidad Upstate y creador de "Reanimen", quien es contratado por Cecil para construir Reanimen a partir de los cadáveres de Invencibles extradimensionales.
  - Reanimen - Un grupo de zombis robóticos destinados a ser "los soldados del futuro".

### Enemigos
- David Hiles: ingeniero de armas para una empresa de investigación autorizada por el ejército. Su hijo se suicidó, lo que también provocó que se divorciara de su esposa y poco después perdiera su trabajo. David se unió al personal de "Reginald Vel Johnson High School", donde uno de sus alumnos era Mark Grayson, el superhéroe adolescente llamado Invincible.
- Robot: Exlíder del Equipo Adolescente y líder de los Guardianes del Globo hasta que fue reemplazado por el Inmortal. No es un robot real, sino un cuerpo de dron controlado por un humano malformado que vive en un tanque de soporte vital. Clonó un nuevo cuerpo humano usando el ADN de Rex Splode con la ayuda de los Gemelos Mauler. Posteriormente, Robot se involucraría sentimentalmente con Monster Girl. En el número 71, él y Monster Girl desaparecen en un portal Flaxan y regresan varios números después. Cambiado del tiempo que pasó en la dimensión Flaxan, se convierte en un antagonista de Invincible y otros héroes que se le oponen.
- Gemelos Mauler: Un malvado científico de piel azul súper fuerte y su clon que discuten continuamente sobre cuál es el original. Después de que el original fue definitivamente asesinado, convirtiéndolos a ambos en clones, comenzaron a discutir cuál es el clon original. Durante una pelea contra los Guardianes del Globo, Kid Omni-Man mató a ambos Mauler Twins. Vuelven en un número posterior y uno de ellos explica que tienen contramedidas en caso de que ambos mueran.
- Sanford: El ex mayordomo de Black Samson que quería vengarse de los Guardianes del Globo por despedir a Black Samson, pero se lo negaron cuando los mataron. Después de eso se enfureció.
- Angstrom Levy: Un genio con la capacidad de saltar a través de dimensiones y es uno de los archienemigos de Invicible. Tras quedar desfigurado por uno de sus inventos, culpa a Invencible y jura venganza.
- Los Viltrumitas: Especie Invencible y Omni-Man que son conocidos conquistadores de diferentes planetas.
  - Thragg: El Gran Regente del Imperio Viltrum. Más tarde se volvería rebelde después de ser depuesto y ahora busca vengarse de Omni-Man y su familia. Más tarde engendra todo un ejército de niños mitad viltrumitas para atacar la Tierra. Es el archienemigo de Invincible y el principal antagonista de la serie.
    - Ursaal: Una hija viltrumita/thraxana de Thragg y una de sus muchas hijas. Después de darse cuenta de que a su padre no le importa ninguno de sus descendientes y solo los ve como carne de cañón, comienza a reformarse y convence a sus hermanos viltrumitas/thraxanos de rendirse en la batalla final ante la Coalición de Planetas y unirse a la batalla contra Robot y su ejército de drones para recuperar la Tierra.
    - Onnan: Un viltrumita/thraxano que es uno de los hijos de Thragg. Era un psicópata que amaba torturar y guardar trofeos de sus víctimas en su cueva. Es asesinado por Invincible a instancias de Thragg, para gran consternación de Ursaal.

  - Conquest: Un miembro anciano y con cicatrices de batalla del Imperio Viltrum. Es un psicópata que disfruta luchando y matando a quienes se oponen al imperio. Invincible le dio un cabezazo hasta matarlo.
  - Anissa: Una viltrumita que estaba enamorada de Invincible hasta el punto de violarlo y dio a luz a su hijo, Marky. Renuncia a sus viejas costumbres después de vivir en la Tierra y encontrar una pareja humana amorosa y un segundo hijo, Molly. Un ragnarr la mata mientras defiende a Eve, que intenta recuperar a Nolan, gravemente herido, durante la batalla final con Thragg.
  - General Kregg: Un miembro de los viltrumitas que posee un ojo derecho cibernético. Tiene muchas amantes cuando los viltrumitas se mudan a la Tierra, sin darse cuenta de que muchos humanos practican la monogamia, pero termina amando a todas las mujeres y teniendo muchos hijos.
  - Thula: Un miembro de los viltrumitas que usa su cabello largo como arma.
  - Lucan: Un miembro de los viltrumitas. Nolan destripa a Lucan durante el ataque de los Viltrumitas a Nolan y Mark en Thraxxia. Sobrevive y luego termina enamorándose y teniendo tres hijos con una mujer humana en la Tierra.
  - Mark Graysons alternativos: Versiones malvadas de Mark Grayson de universos paralelos. La mitad de ellos mueren durante la Guerra Invencible donde atacan el universo principal de Invincible. Angstrom Levy envía al resto a través de portales a un universo con una Tierra completamente desolada y devastada donde terminan enloqueciendo y matándose y comiéndose unos a otros.
- Titán: Titán puede encerrar su cuerpo en una roca súper fuerte y casi invulnerable. Titán apareció por primera vez en Capes. Titán era miembro del grupo del crimen organizado La Orden hasta que el señor Liu revocó su membresía.
- Battle Beast: Apareció por primera vez como uno de los varios secuaces de Machine Head, un extraterrestre parecido a un león blanco. Más tarde es liberado de su prisión en el buque de guerra prisión Viltrumite donde estaban retenidos Allen the Alien y Omni-Man, y Allen el Alien usó su insaciable lujuria por las batallas para convencerlo de que los ayudara en su fuga.
- The Flaxans: Extraterrestres de otra dimensión, en la que el tiempo pasa a un ritmo dramáticamente más rápido.
- Machine Head: Un jefe criminal con una cabeza robótica. Posteriormente apareció como miembro de la Orden.
- Doc Seismic: Un villano con guanteletes especiales que le permiten inducir terremotos, también controla un ejército de hombres de lava y otros monstruos subterráneos.
- Los Sequids: Un grupo de extraterrestres psíquicos que invadieron Marte provocando que éste fuera puesto en cuarentena.
- Rus Livingston: Un astronauta abandonado accidentalmente en Marte, ha sido atacado y convertido en anfitrión de los psíquicos Sequids.
- The Lizard League: Un grupo de terroristas con temática de lagartos, son parodias de grupos ficticios de villanos basados en reptiles la Sociedad Serpiente, Hydra y Cobra. La Liga Lagarto estaba formada por agentes con nombres de lagartos junto con un ejército de seguidores humanos. Su cuartel general secreto se encuentra en los Everglades de Florida y tiene un parecido sorprendente con un Terrordrome Cobra.
  - Rey Lagarto: El líder de la Liga Lagarto, un experto estratega y experto en el combate cuerpo a cuerpo. King Lizard es el único miembro de la Lizard League que está vivo actualmente.
  - Dragón de Komodo: Miembro de la Liga Lagarto con superfuerza. Murió cuando le arrancó de un mordisco la mano explosiva a Rex Sloan.
  - Komodo Dragon II: El sucesor del Dragón de Komodo original.
  - Salamandra: Miembro de la Liga Lagarto con habilidades tóxicas.
  - Iguana: Una mujer miembro de la Liga Lagarto con garras.
- Furnace: Un villano con un enorme traje de hierro impulsado por vapor armado con dos lanzallamas y chorros. En realidad, es un hombre hecho enteramente de calor líquido del cual el traje obtiene su poder. Furnace apareció más tarde como miembro de la Orden.
- Magnattack: Un villano a sueldo con la capacidad de aparentemente empujar objetos metálicos lejos de él, de ahí su enorme traje blindado.
- Kursk: Un villano ruso a sueldo que puede electrificar objetivos individuales a la vez. Machine Head lo contrató para lidiar con Titán, pero fue rápidamente derrotado por los Guardianes del Globo.
- Tether Tyrant: Un villano independiente con un chaleco que alberga apéndices elásticos que pueden tirar y arrojar a las víctimas. Más tarde se fusionó con el chaleco alienígena sensible.
- Magmaniac: Un villano independiente que es en parte lava.
- Master Mind: Un criminal con la capacidad de controlar mentalmente los cuerpos de grandes grupos de personas. Anteriormente fue visto en las páginas de Brit]].
- Bi-Plane: Un villano antiguo que cree en el uso de tecnología antigua para sus ataques.
- 'El Elefante: Un supervillano de poca monta con temática de elefante que ha sido descrito en la historia como una "estafa tonta de Rhino.
- Isótopo: Un criminal que se teletransporta, el lugarteniente de Titán.
- 'Gigante: Un niño de ocho años que fue arrastrado a otra dimensión donde un hechicero lo transformó en un gigantesco cíclope rojo anaranjado. Se convirtió en rey en la otra dimensión hasta que uno de sus enemigos lo teletransportó de regreso.
- La Orden: Una organización criminal.
  - Mister Liu: Un anciano cyborg asiático y líder de la Orden. Puede proyectar su alma fuera de su cuerpo, tomando la forma de un dragón chino gigante.
  - Embrace: Una supervillana y miembro de la Orden.
  - Cara: Un supervillano y miembro de la Orden cuya cabeza tiene tres ojos, dos bocas, dos narices y un cerebro dual.
  - Insomniac: Un supervillano y miembro de la Orden que sufre de insomnio.
  - Isótopo: Un supervillano que se teletransporta y miembro de la Orden.
  - Multi-Paul: hermano de Dupli-Kate y miembro de la organización criminal llamada La Orden. Comparte el poder de autoduplicación de Kate.
  - Octoboss: Un supervillano parecido a un pulpo y miembro de la Orden.
  - Ojo Rojo: Un supervillano y miembro de la Orden cuyos ojos brillan de color rojo cada vez que está a punto de usar su visión de calor.
  - Slaying Mantis: Un supervillano con armadura mantis y miembro de la Orden que tiene un manejo experto de la espada.
  - Walking Dread: Un supervillano electrocinético y miembro de la Orden con una apariencia monstruosa.
  - Mujer de Guerra II: Miembro de la Orden. Ella era la ex amante de la Mujer de Guerra original hasta que Omni-Man la mató, lo que la llevó a apoderarse de Amazonia y planear vengarse de los hombres del mundo.
- Dinosaurus: Un dinosauroide mutante que se transforma cuando se siente indiferente. Como Dinosaurus, es muy inteligente y desarrolla varios planes para mejorar el mundo, pero suelen ser destructivos y provocan la pérdida de muchas vidas. Más tarde, Mark lo saca de prisión y forma una sociedad para encontrar medios menos destructivos para mejorar el mundo, pero se ve obligado a matarlo cuando no puede hacerlo.

## Adaptaciones
Gain Enterprises ha hecho una adaptación en formato de historia audiovisual viñeta a viñeta que ha sido emitido en MTV2 y también descargable en teléfonos móviles.
En 2021, Amazon Prime Video comenzó a emitir la primera temporada de Invencible como serie animada para adultos, y ha sido renovada para tener segunda y tercera temporada, ya en 2025 para una cuarta temporada.